# Meczet Sulejmana
Meczet Sulejmana (tur. Süleymaniye Camii) – świątynia muzułmańska w Stambule w Turcji, wybudowana za panowania Sulejmana Wspaniałego na trzecim z siedmiu wzgórz Stambułu, w obrębie murów miejskich, na zboczu schodzącym do Złotego Rogu. Po Błękitnym Meczecie jest drugim co do wielkości meczetem w mieście. 
Budowniczym meczetu był jeden z najznakomitszych budowniczych epoki osmańskiej, Sinan. Budowa trwała od 1550 do 1557 roku; przeciągała się, ponieważ Sinan w tym samym czasie kierował innymi budowami. Wobec nieustannych napomnień sułtana, Sinan zniecierpliwiony uwagami dokończył meczet w kilka miesięcy. W nagrodę, podczas ceremonii otwarcia meczetu, otrzymał od sułtana złoty klucz. Meczet zbudowano w stylu bizantyjskim, na wzór Hagii Sofii. Gdy w 1660 meczet strawił pożar, na rozkaz sułtana Mehmeda IV architekt Fossatı odbudował go, nadając mu styl barokowy.
Meczet postawiono na specjalnym fundamencie, złożonym z cystern wypełnionych wodą, dzięki którym budynek jest odporny na trzęsienia ziemi. Stoi w ogrodzie o wymiarach 200 na 140 m. Przed meczetem znajduje się dziedziniec otoczony kolumnami, za nim cmentarz, na którym jest mauzoleum sułtana Sulejmana Wspaniałego i jego żony Hürrem Sultan (Roksolany). Dookoła meczetu znajdują się budynki, które również zaprojektował Sinan: szkoła teologii, hamam, karawanseraj, szkoła medyczna, kuchnia. Po południowej stronie meczetu znajdują się fontanny do ablucji. Na dziedziniec zachodni wiodą trzy bramy. Sam dziedziniec jest otoczony 24 kolumnami: białymi, różowymi i porfirowymi, wspierającymi 28 kopuł. Nad oknami meczetu wychodzącymi na dziedziniec, po podbiciu Węgier umieszczono płyty fajansowe z arabskimi inskrypcjami z Koranu, dotyczącymi podbojów. Meczet ma cztery minarety: dwa z nich mają trzy krużganki, dwa pozostałe - po dwa. Zgodnie z legendą, Sinan zbudował cztery minarety, ponieważ Sulejman był czwartym sułtanem po zdobyciu Konstantynopola, natomiast dziesięć krużganków symbolizuje, że jest dziesiątym sułtanem z dynastii. Inna legenda mówi, że szach Tahmasp I przysłał drogie kamienie na rzecz budowy meczetu, a Sinan na rozkaz znieważonego tym gestem sułtana wmurował je w podstawy jednego z minaretów.

## Wnętrze meczetu

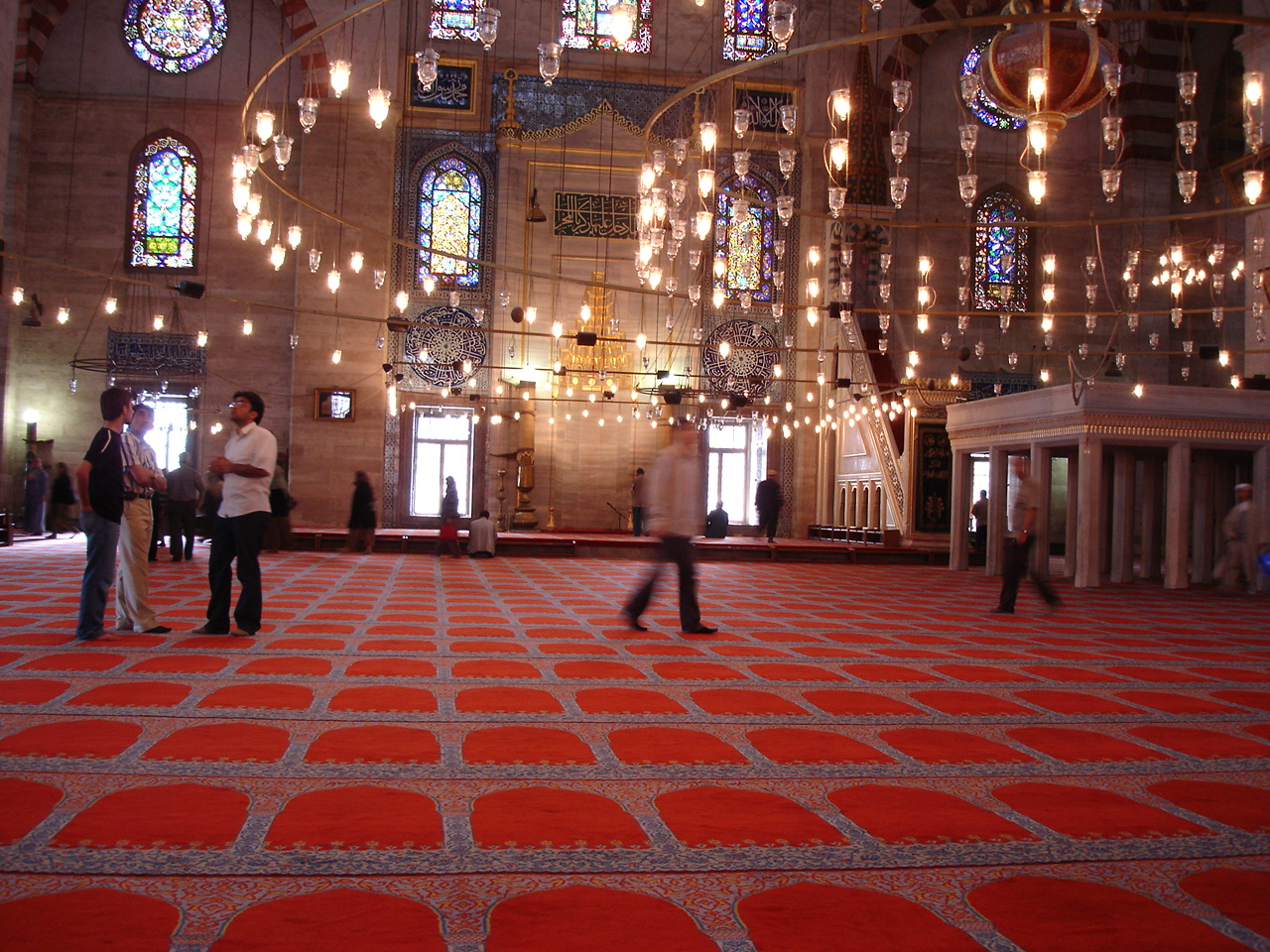
Wnętrze meczetu

Meczet ma wymiary 57 na 60 m, powierzchnia wynosi 4500 m². Może pomieścić 5000 osób. Kopuła główna ma wysokość 50 m i średnicę 26,5 m, podpierają ją cztery filary i dwie półkopuły o średnicy 23 m i wysokości 40 m. Na południu i północy znajdują się dwa łuki, każdy wsparty na kolumnach z czerwonego granitu, pochodzącego z czterech miejsc, symbolizujących pochodzenie czterech pierwszych kalifów islamu: świątyni Zeusa w Baalbeku w Libanie, z Aleksandrii, dzielnicy Vefa w Stambule i z okolic Pałacu Topkapı. Rozmieszczone dookoła kopuły 32 oryginalne szesnastowieczne okna są wykonane z kolorowego szkła; w całym meczecie jest ich 136. Wewnątrz znajduje się również marmurowa loża dla śpiewaków i nisza modlitewna. Tablice z imionami ważnych osobistości Islamu i wersetami Koranu wykonał znany artysta Hasan Çelebi oraz Ahmed Karahisari. Meczet ma bardzo dobrą akustykę. Pomiędzy wiszącymi u sufitu lampkami oliwnymi zawieszono strusie jaja wygotowane w mieszance ziół i korzeni, mające odstraszać pająki.

## Mauzoleum

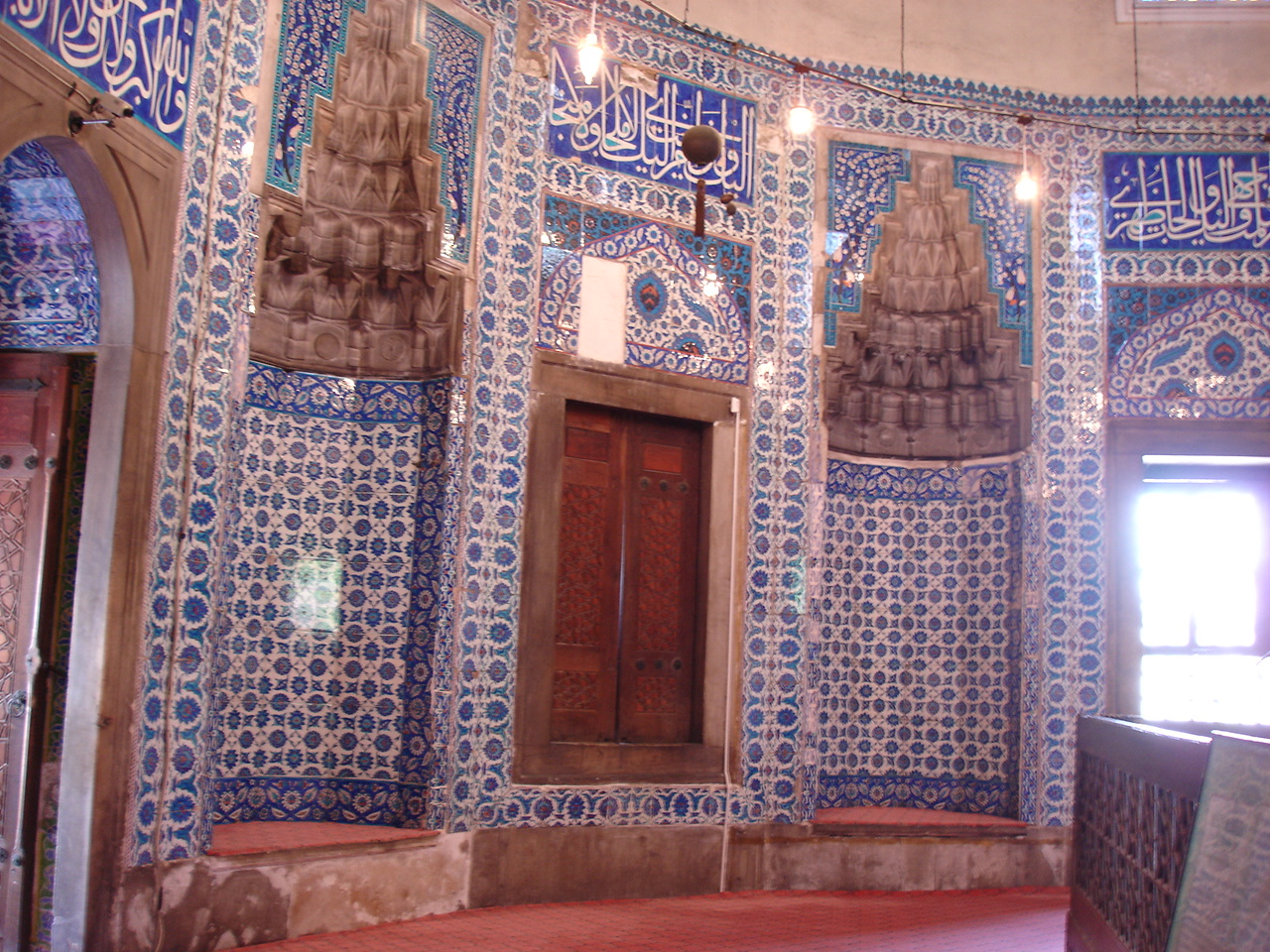
Mauzoleum Roksolany

Mauzoleum znajduje się na cmentarzu z tyłu meczetu. Pochowano tutaj w 1566 sułtana Sulejmana Wspaniałego. Wewnątrz mauzoleum znajdują się trzy drewniane sarkofagi sułtańskie. Pochowano tu również sułtana Ahmeda II, Sulejmana II i córkę Sulejmana Wspaniałego – Mihrimah. Mauzoleum jest przykryte dwiema kopułami. Kopuła środkowa jest ozdobiona kryształami górskimi. Zgodnie z legendą są tu również fragmenty Czarnego Kamienia z Mekki. 
Obok mauzoleum znajduje się grobowiec żony Sulejmana Wspaniałego, Roksolany. Grobowiec jest również dziełem Sinana. Co roku 9 kwietnia w dniu Sinana mauzoleum jest otwierane dla zwiedzających.